# 荊政芳
荊政芳（？—？），字山甫，號南條，湖廣辰州府溆浦縣人，明朝政治人物。

## 生平
永樂元年（1403年）癸未科湖廣鄉試舉人，四年（1406年）丙戌科二甲第六十五名進士。任交趾按察司僉事，調山東按察司僉事。其為官清廉，素食布衣。